# The Vogues
The Vogues es un grupo vocal estadounidense de rock and roll originarios de la localidad de Turtle Creek (Pensilvania), un suburbio de Pittsburgh. La formación original estuvo integrada por Bill Burkette (barítono principal), Don Miller (barítono), Hugh Geyer (primer tenor) y Chuck Blasko (segundo tenor).
Son conocidos por sus sencillos " You're the One ", " Five O'Clock World ", "Magic Town" y "Turn Around, Look at Me". Además de recorrer el mundo, el grupo apareció en programas televisivos como American Bandstand, The Tonight Show y The Ed Sullivan Show. Fueron incluidos en el Salón de la Fama de los Grupos Vocales en 2001.

## Historia
El grupo, originalmente llamado Val-Aires, se formó en 1958 en la escuela secundaria de Turtle Creek. Firmaron un contrato de representación con el mánager de Pittsburgh, Elmer Willet, quien produjo su primer lanzamiento discográfico "Which One Will It Be/Launie My Love". Un popular locutor de radio local, Porky Chedwick, contrató al grupo para sus grabaciones y espectáculos en directo. Chedwick los puso en cartelera con The Drifters, The Platters y The Dells. Clark Race de la radio KDKA promocionó al grupo en su programa de baile KDKA-TV. Con fuertes ventas regionales, Coral Records se hizo cargo de la distribución nacional del sencillo.
Tras terminar sus estudios de secundaria, los miembros del grupo se unieron al ejército o fueron a la universidad. Después de completar sus alistamientos y títulos universitarios, decidieron grabar nuevamente. Contrataron a Nick Cenci, que había ayudado a llevar a Lou Christie al éxito comercial, para producir la grabación de una maqueta. En 1965, Cenci produjo sesiones de grabación para Val-Aires en los Gateway Studios de Pittsburgh, incluida la voz para una versión de la canción de Petula Clark " You're the One ", que fue lanzada con el propio sello de la banda. Cenci luego persuadió a John Rook, director de programación de la emisora KQV, para que radiara el sencillo. Con difusión y ventas locales, Cenci consiguió un contrato discográfico con el sello Co & Ce ya bajo el nombre de "Vogues" y aseguró la distribución nacional. La canción pronto se convirtió en un éxito nacional alcanzando el número cuatro en el Billboard Hot 100. Más tarde, en 1965, Cenci produjo otra sesión de grabación de Vogues, que alcanzó el número 4 de Billboard, " Five O'Clock World ".
En 1966, Co & Ce Records lanzó dos sencillos; "Magic Town", que alcanzó el puesto 21 de las listas de éxitos en febrero de ese año, y "The Land of Milk and Honey", que llegó al número 29. En 1967 publicaron los sencillos "Summer Afternoon" y "Lovers of the World Unite". Co & Ce cedió el grupo a Reprise Records (distribuido por Warner Bros.) donde encontraron el éxito con versiones de "Turn Around, Look at Me", "My Special Angel", "Till", "No, Not Much", "Earth Angel", "Moments to Remember", y "Green Fields". Dick Glasser también produjo varios sencillos inéditos de The Vogues para Reprise, incluido "Unbelievable (Inconceivable) You" de Paul Levinson. El grupo original apareció en programas de televisión populares en la década de 1960, incluidos The Tonight Show, The Ed Sullivan Show, Shindig, The Red Skelton Show, The Glen Campbell Goodtime Hour, American Bandstand, Hullabaloo y The Mike Douglas Show .
En 1971, Vogues firmó un contrato de grabación con Bell Records y grabó tres sencillos ("Love Song", "Take Time to Tell Her" y "American Family"). En 1972, publicaron un sencillo en Mainstream Records ("Need You" / "Greatest Show on Earth"). En 1973, Geyer abandonó la formación. El grupo comenzó a grabar para 20th Century Records, donde lanzaron tres sencillos ("My Prayer", "Wonderful Summer" y "Prisoner of Love"), que no tuvieron éxito comercial y representaron los últimos sencillos lanzados por The Vogues.
Miller dejó el grupo en 1974 y fue reemplazado por una sucesión de vocalistas. En la década de 1980, el grupo dejó de hacer giras. Burkette abandonó la formación en 1983, dejando a Chuck Blasko como el único miembro original de The Vogues. El vocalista Gary Racan se unió a Chuck Blasko & The Vogues y actuó con ellos durante 16 años, partiendo para formar su propia banda.
En algún momento a fines de la década de 1970 o principios de la de 1980, el gerente del grupo registró el nombre y los activos de Vogues. Más tarde vendió la marca a Bengar Inc (Pete Garofalo), quien comenzó a utilizar el nombre con otros cuartetos. Pete Garofalo fue un barítono que estuvo en The Vogues desde 1973 hasta principios de la década de 1990. Mientras era propietario de la marca registrada, actuó con ellos y tuvo un grupo de gira. Garofalo murió en 1997, lo que llevó a la venta de la marca registrada. La marca comercial se vendió varias veces, lo que resultó en una variedad de grupos de cantantes no relacionados que afirmaban ser Vogues. En 2000, la marca registrada fue comprada por el vocalista Stan Elich. Durante estos años, Blasko continuó actuando como Vogues, chocó con el grupo de "marca registrada" y finalmente testificó frente al Congreso sobre la Ley de la Verdad en la Música. Una demanda presentada por Blasko terminó con la corte de Pensilvania que permitió que los Vogues de Blasko actuaran en 14 condados de dicho estado y que el grupo de "marca registrada" actuara en todas partes del mundo como The Vogues.
El grupo original fue incluido en el Salón de la Fama de los Grupos Vocales en 2001.
Bill Burkette murió de linfoma el 1 de marzo de 2018, a la edad de 75 años
Don Miller murió el 11 de enero de 2021, supuestamente de COVID-19, a los 80 años

## Álbumes de estudio
- Meet the Vogues (1965)
- Five O'Clock World (1966)
- Turn Around, Look at Me (1968) (Núm. 29 Billboard 200)
- Till (1969) (Núm.  30 Billboard 200)
- Memories (1969)[2]
- The Vogues' Greatest Hits (1970)
- The Vogues Sing the Good Old Songs (1970)